# Alianni Urgellés
Alianni Urgellés Montaya (ur. 25 czerwca 1985) – kubański piłkarz występujący na pozycji pomocnika.

## Kariera klubowa
Alianni Urgellés od 2005 występuje w występującym w pierwszej lidze kubańskiej FC Guantánamo.

## Kariera reprezentacyjna
W reprezentacji Kuby Urgellés zadebiutował w 2008. W 2008 uczestniczył w eliminacjach Mistrzostw Świata 2010 (strzelił zwycięską bramkę w 90 min. meczu z Gwatemalą). W 2011 uczestniczy w Złotym Pucharze CONCACAF.